# Beth Hart
Beth Hart (* 24. ledna 1972 Los Angeles) je americká zpěvačka a hráčka na klávesové nástroje. Do širšího povědomí se dostala díky písni „LA Song (Out of This Town)“ ze svého alba Screamin' for My Supper (1999). V roce 2011 zpívala doprovodné vokály na albu Dust Bowl kytaristy Joea Bonamassy, se kterým v následujících letech vydala dvě společná alba, Don't Explain (2011) a Seesaw (2013). V roce 2012 zpívala v písni „Mother Maria“ z prvního sólového alba kytaristy Slashe. Hart a Bonamassa vydali 3. společné album Black Coffee v roce 2018.

## Soutěže
V roce 1993 zvítězila v soutěži Star Search, která objevovala nové talenty.

## Spolupráce
- Hart spolupracovala na písni „Mother Maria“ s rockovým kytaristou Slashem; vyšla na jeho sólovém albu Slash (2010). Slash hostoval na albu My California v písni „Sister Heroine“, Hart ji věnovala své sestře, kterou zabila závislost na heroinu.
- Od roku 2011 spolupracuje Hart s americkým hudebníkem jménem Joe Bonamassa, nejdříve nazpívala vokály k písní „No Love on the Street“ na jeho albu Dust Bowl (2011), posléze spolu nahráli album Don't Explain s coververzemi písní známých osobností. Druhé album, Seesaw bylo vydáno v roce 2013 a oba hudebníci plánují společná turné.
- Spolu s Jeff Beckem zazpívala píseň „I’d Rather Go Blind“ na koncertu Buddy Guy Tribute (k 35. výročí Ceny Kennedyho střediska – The Kennedy Center Honors). V roce 2012 nahrála s Bornem píseň „Hurts“.

## Nominace

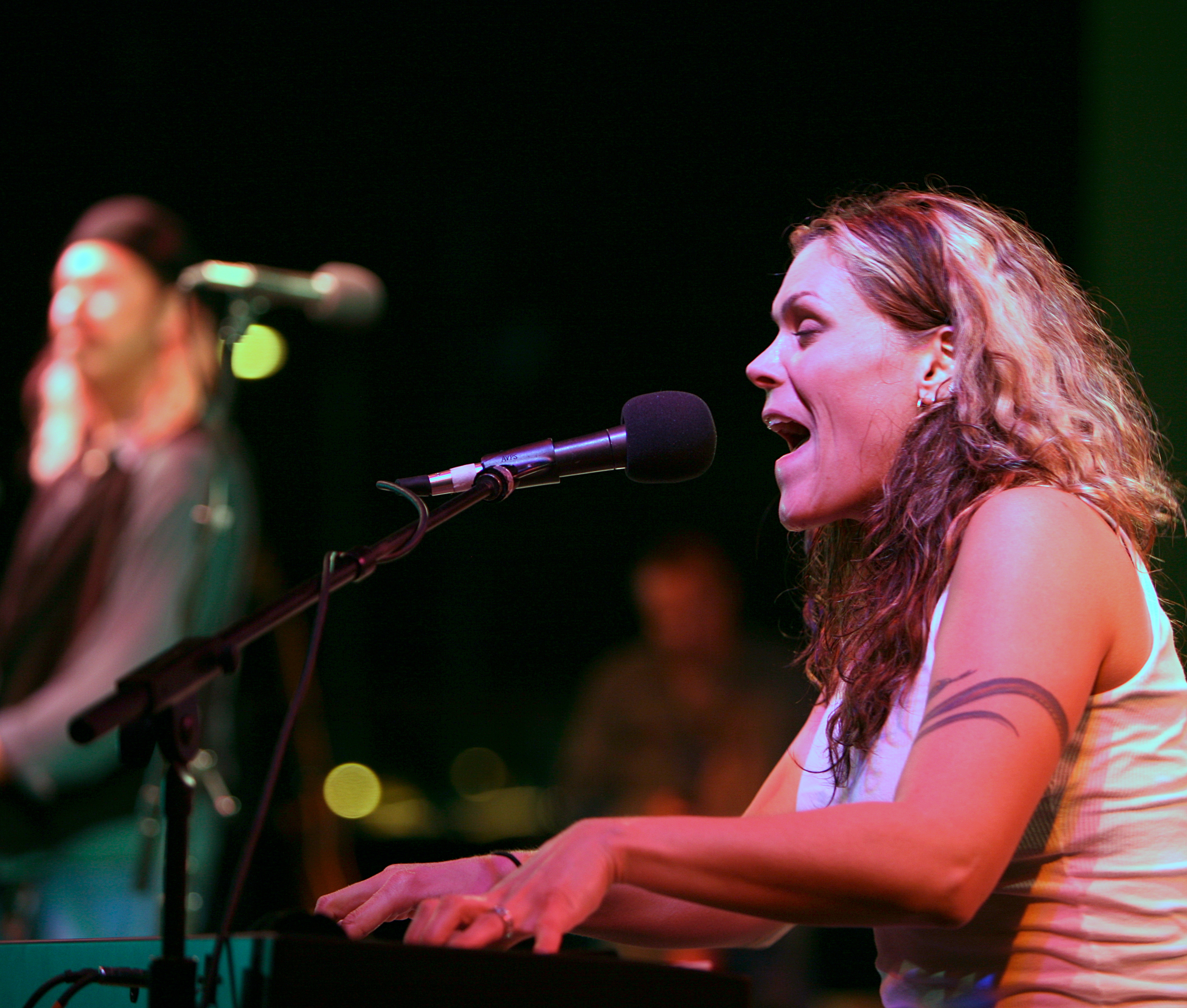
Na koncertě v San Diegu v roce 2008

- Album Seesaw (Beth Hart & Joe Bonamassa) – nominace na nejlepší bluesové album – 56. Grammy Award; Beth Hart nominaci komentovala: „Je to pro mne opravdu šťastný den, jsem nesmírně hrdá a je kolem mne mnoho lidí, kterým za to musím poděkovat, nejvíce ovšem svému manželovi Scottovi, protože bez něho bych zde nebyla, abych mohla mít radost z lásky k hudbě i životu.“
- V kategorii Současná nejlepší bluesová zpěvačka (Contemporary Blues Female Artist) byla nominována v roce 2014[1] (nominace na Blues Music Awards proběhla 8. května 2014)[2]), v roce 2015 a 2016 (35., 36. a 37. ročník Blues Music Awards).[3]

## Osobní život
V rané dospělosti byla závislá na drogách a trpěla poruchami příjmu potravy, ovšem úspěšně se léčila. Má výrazné tetování od Grega Jamese, kterým překryla dřívější tetování na pažích.
Beth Hart je vdaná za jevištního manažera Scotta Guetzkowa a v současnosti žije v Los Angeles.
Její skupina má tyto členy: sólová kytara Jon Nichols, basová kytara Tom Lilly, bicí Todd Wolf.

## Beth Hart v České republice
- Účinkovala 15. června 2012 v Olomouci na dvoudenním rockovém festival u Bounty Rock Cafe Open Air 2012 v Korunní pevnůstce.[5][6]
- V rámci koncertní série Prague International Bluenights vystoupila 24. března 2014 na sólovém koncertu v pražském Lucerna Music Baru a představila svou tehdy poslední desku Bang Bang Boom Boom. Se svou skupinou zahrála 26. března 2014 ve Velkém kině ve Zlíně.
- Při třetí návštěvě ČR vystoupila 6. listopadu 2017 ve Foru Karlín a mj. představila novou desku Fire on the Floor.[7]
- Počtvrté v Česku koncertovala 29. listopadu 2018, opět ve Foru Karlín.[8]
- Pátý český koncert proběhl 6. prosince 2019 ve Foru Karlín.[9]
- Další, již šestý český koncert, je naplánován na 23. 10. 2020 v nové multifunkční hale O2 Universum.[10]

## Diskografie
- 1996 – Immortal
- 1999 – Screamin' for My Supper
- 2003 – Leave the Light On

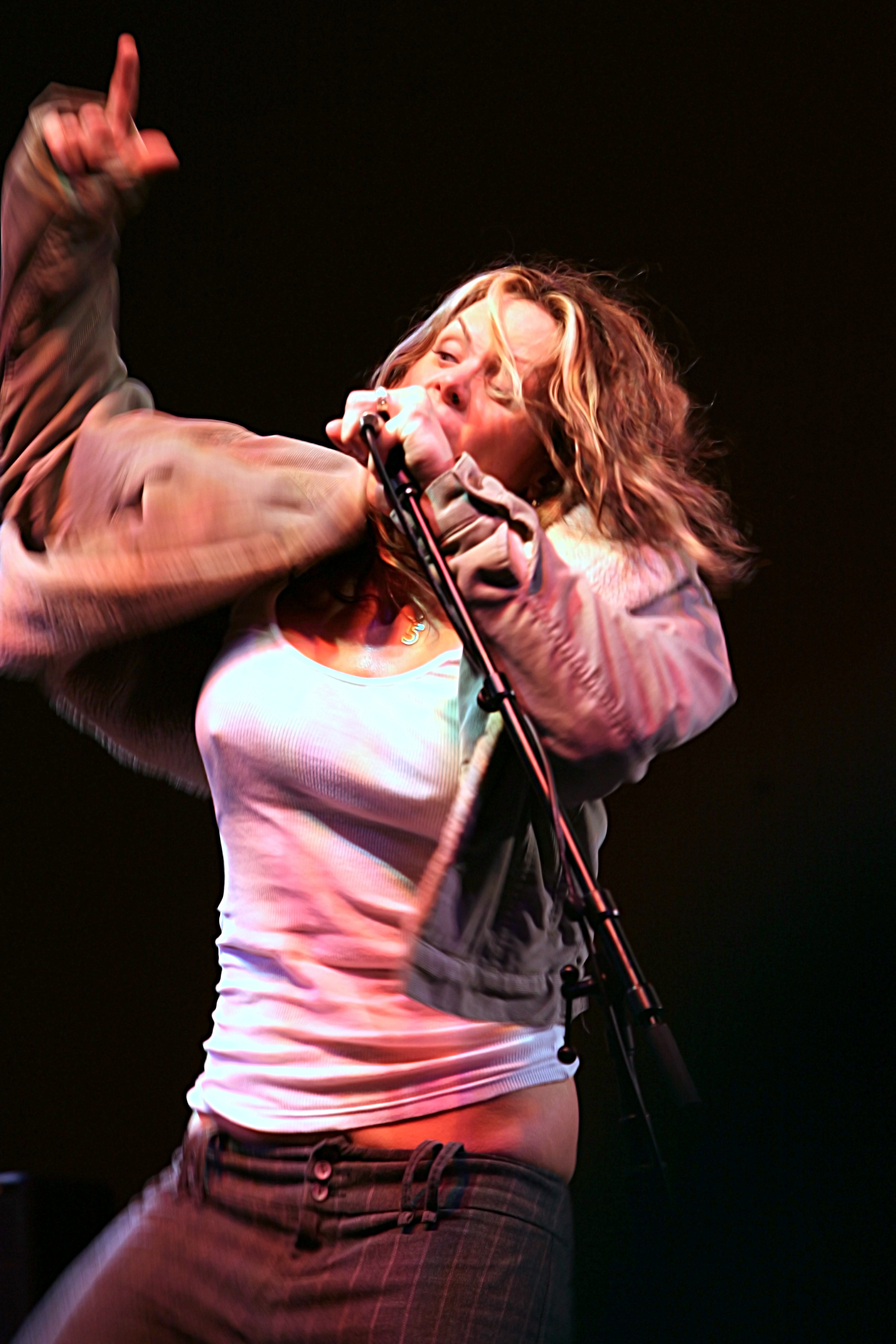
Koncert v San Diegu (2008)

- 2005 – Live at Paradiso (také na DVD)
- 2007 – 37 Days (také na DVD)
- 2009 – Beth Hart & the Ocean of Souls
- 2010 – My California
- 2011 – Don't Explain (s Joe Bonamassa)
- 2012 – Bang Bang Boom Boom
- 2013 – Seesaw (s Joe Bonamassa)
- 2014 – Live in Amsterdam (s Joe Bonamassa)
- 2015 – Better Than Home
- 2016 – Fire on the Floor[11]
- 2018 – Black Coffee (s Joe Bonamassa)[12]
- 2018 – Live at the Royal Albert Hall (také na DVD)
- 2018 – Front and Center (Live from New York) (také na DVD)
- 2019 – War in My Mind
- 2022 – A Tribute to Led Zeppelin
- 2024 – You Still Got Me